# Sato Yuhei
Yuhei Sato (佐藤 優平, sinh ngày 29 tháng 10 năm 1990) là một cầu thủ bóng đá người Nhật Bản thi đấu ở vị trí tiền vệ cho Tokyo Verdy ở J2 League.

## Sự nghiệp

### Yokohama F. Marinos
Sato officially có màn ra mắt cho Yokohama F. Marinos ở J. League Division 1 ngày 9 tháng 3 năm 2013 trước Shimizu S-Pulse khi anh vào sân ở phút thứ 90 thay cho Shunsuke Nakamura và Yokohama giành chiến thắng 5–0.

## Thống kê sự nghiệp
Cập nhật đến ngày 23 tháng 2 năm 2017.
| Câu lạc bộ          | Mùa giải            | Giải vô địch | Giải vô địch | Cúp Hoàng đế Nhật Bản | Cúp Hoàng đế Nhật Bản | J. League Cup | J. League Cup | AFC     | AFC       | Tổng    | Tổng      |
| Câu lạc bộ          | Mùa giải            | Số trận      | Bàn thắng    | Số trận               | Bàn thắng             | Số trận       | Bàn thắng     | Số trận | Bàn thắng | Số trận | Bàn thắng |
| ------------------- | ------------------- | ------------ | ------------ | --------------------- | --------------------- | ------------- | ------------- | ------- | --------- | ------- | --------- |
| Yokohama F. Marinos | 2013                | 11           | 0            | 5                     | 1                     | 5             | 1             | –       | –         | 21      | 2         |
| Yokohama F. Marinos | 2014                | 16           | 1            | 1                     | 0                     | 0             | 0             | 3       | 0         | 20      | 1         |
| Yokohama F. Marinos | 2015                | 1            | 0            | –                     | –                     | 5             | 0             | –       | –         | 6       | 0         |
| Albirex Niigata     | 2015                | 10           | 0            | 2                     | 0                     | –             | –             | –       | –         | 12      | 0         |
| Montedio Yamagata   | 2016                | 23           | 1            | 1                     | 0                     | –             | –             | –       | –         | 24      | 1         |
| Tổng cộng sự nghiệp | Tổng cộng sự nghiệp | 61           | 2            | 9                     | 1                     | 10            | 1             | 3       | 0         | 83      | 4         |

## Danh hiệu
Yokohama F. Marinos
- Cúp Hoàng đế Nhật Bản: 2013